# Nexhmije Hoxha
Nexhmije Hoxha (født 7. februar 1921 i Bitola, død 26. februar 2020 i Tirana) var en albansk kommunistisk politiker. Hun var gift med Albaniens kommunistiske statsleder  Enver Hoxha fra 1944 og frem til Enver Hoxhas død i 1985. Hun var medlem af Folkeforsamlingen (Parlamentet) og direktør for Instituttet for Marxisme-Leninisme.
Hun blev født Nexhmije Xhuglini af albanske forældre i Bitola i Kongeriget Jugoslavien i det nuværende Nordmakedonien. Hun studerede ved en lærerhøjskole for kvinder i Tirana, hvorefter hun underviste på en folkeskole i byen fra 1941 til 1942. Under 2. verdenskrig deltog hun i den kommunistiske modstandsbevægelse mod den italienske og tyske besættelse af Albanien.
Kort tid efter krigen blev hun gift med Enver Hoxha. Parret havde tre børn,  sønnerne Ilir og Sokol og datteren Pranvera, men ingen af dem havde nogen politiske roller af betydning. 
Hun fik vigtige hverv i Albaniens Arbejdets Parti og i offentlige stillinger. Nexhmije Hoxha var leder i Forbundet af albanske kvinder 1946-1955 og medlem af partiets centralkomité fra 1948. Hun ledede Instituttet for marxistisk-leninistiske studier fra 1966 til 1992 og blev den sidste rektor ved V.I. Lenins højere partiskole i Tirana. Hendes indflydelse og påståede brutalitet gav hende øgenavnet "Tiranas sorte enke". 
Efter Enver Hoxha død i 1985 forsøgte Nexhmije indtil 1991 at opretholde regimet med hjælp af en marionetregering. I marts 1991 kom det første frie valg i  Albanien. I december 1991 blev hun arresteret og fængslet i årene 1993-1997 for korruption og misbrug af offentlige midler. Dommen blev kritiseret særligt af det albanske diktaturs ofre, da hun kun blev dømt for korruption. Hun udgav i 1998 en biografi i to bind om ægtmanden.